# モンティニア科
モンティニア科 (モンティニアか、Montiniaceae) は、被子植物のナス目に含まれる科である。マダガスカルとアフリカ東部の熱帯地域や南西アフリカに生息している固有の低木から成る3つの属で構成されている。グレヴェア属とモンティニア属は、これまでの被子植物の分類体系のほとんどで認められてきており、本科はかつてこの2属のみから構成されるものと考えられてきた。カリフォラ属は、APG II以降の新しい分類システムでモンティニア科に含まれることになったが、アルメン・タハタジャンの分類体系などの過去の分類体系では、カリフォラ自身をタイプ科とするカリフォラ科のカリフォラ属として扱われていた。

## 派生形質
- 大きな柱頭裂片の痕跡を持つ宿在性花柱[2]
- 外向性葯
- 子房下位

## 主な属
- グレヴェア属 Grevea
  - 三種を含む。
- モンティニア属 Montinia
  - Montinia caryophyllacea のみの単型。
- カリフォラ属 Kaliphora
  - Kaliphora madagascarensis のみの単型。